# ФК Нораванк
„Нораванк“ (на арменски: Նորավանք մարզական ակումբ) е арменски футболен клуб от град Вайк. Отборът играе домакинските си срещи на стадион „Аревик“, с капацитет от 1000 места.
Клубът е основан на 16 януари 2020 година. През сезон 2020/21 заявява участие в Първа лига на Армения, където под ръководството на Вахе Геворгян заема 3-то място, което му осигурява влизането във Висшата лига. В резултат на сезон 2021/22 заема 8-о място, което му запазва оставането в Премиер лигата. На 8 май 2022 побеждава във финала за Купата отбора на „Урарту“ с 2:0. Това е първият трофей в историята на отбора, което му дава право на участие в 1-вия квалификационен кръг на Лигата на Конференцията за 2022/2023, но отборът не получава лиценз.

## Успехи
- Премиер Лига:
  - 7-о място 2021/22
- Купа на Армения:
  -  Носител (1): 2021/22